# 서동탄역 더샵 파크시티
서동탄역 더샵 파크시티(영어:  W. Dongtan Stn. The Sharp ParkCity  )은 대한민국 경기도 오산시 외삼미동에 위치한 대규모 아파트 단지이다. 2019년에 완공하였다. 18개동, 2,400세대이다.